# Вернер Кемпф
Вернер Кемпф (нім. Werner Kempf; 9 березня 1886 — 6 січня 1964) — німецький військовий діяч, генерал танкових військ вермахту. Учасник  Першої та  Другої світових воєн.

## Біографія
Після закінчення Першої світової війни залишився в рейхсвері. У 1937 році прийняв командування 4-ї танкової бригадою.

## Друга світова війна
Під час  Польської компанії командував танковою дивізією, що носила його ім'я, до складу якої входили також з'єднання полку СС «Дойчланд», артилерійський полк, розвідувальний батальйон та батальйон зв'язку.
З 1 жовтня 1939 року по 5 січня 1941 року — командир  6-ї танкової дивізії в складі  41-го моторизованого корпусу Георга-Ганса Райнхардта. Учасник  Французької кампанії. Особливо відзначився при форсуванні Маас а, коли повністю знищив 102-ю французьку дивізію. 16 травня 1940 несподіваним ударом знищив наступну на залізничних платформах 2-ю бронетанкову дивізію. 3 червня 1940 нагороджений лицарським хрестом.
З 6 січня 1941 по 31 січня 1942 — командир  48-го танкового корпусу. Разом з корпусом воював на радянсько-німецькому фронті у складі  1-ї танкової групи генерала  Евальда фон Клейста. Узяв участь в оточенні радянського угруповання біля Києва.
10 серпня 1942 нагороджений дубовим листям до лицарського хреста.
17 лютого 1943 змінив генерала гірсько-піхотних військ  Ланца на посту командувача армійського угрупованням (нім. Armeeabteilung Lanz), що діяла в районі Харкова. C 21 лютого 1943 це угрупування стала офіційно називатися Армійська група «Кемпф» (нім. Armeeabteilung Kempf). Командуючи цим угрупованням, провів успішну операцію під Харковом.
Армійська група «Кемпф» взяла активну участь в  операції «Цитадель», а потім в оборонних боях після провалу наступу. 16 серпня 1943, після здачі Харкова, Кемпф був зміщений зі свого поста, залишки армійського угруповання через кілька днів увійшли до складу 8-ї армії.
Невдалі воєнні дії на Південному фасі важко позначилися на кар'єрі Кемпфа. Він залишався в командному резерві до весни 1944, а потім призначався тільки на периферійні ділянки  Східного фронту.
З 6 жовтня по 4 грудня 1944 командував військами в Вогезах (Франція).
Після перенесеного серцевого нападу з грудня 1944 року у відставку.
Помер 6 січня 1964 в Бад-Гарцбурзі.

## Нагороди
- Залізний хрест
  - 2-го класу (15 вересня 1914)
  - 1-го класу (28 лютого 1916)
- Орден «За заслуги» (Баварія) 4-го класу з мечами
- Військовий Хрест Фрідріха-Августа (Ольденбург) 2-го і 1-го класу

### Міжвоєнний період
- Почесний хрест ветерана війни з мечами
- Медаль «За вислугу років у Вермахті» 4-го, 3-го, 2-го і 1-го класу (25 років)

### Друга світова війна
- Застібка до Залізного хреста 2-го і 1-го класу
- Лицарський хрест Залізного хреста з дубовим листям
  - Лицарський хрест (3 червня 1940)
  - Дубове листя (№111; 10 серпня 1942)
- Медаль «За зимову кампанію на Сході 1941/42»
- Орден Михая Хороброго 3-го класу (Румунія) (6 листопада 1942)